# Амфревіль (Манш)
Амфреві́ль (фр. Amfreville) — колишній муніципалітет у Франції, у регіоні Нормандія, департамент Манш. Населення — 291 осіб (2011).
Муніципалітет був розташований на відстані близько 280 км на захід від Парижа, 80 км на захід від Кана, 40 км на північний захід від Сен-Ло.

## Історія
До 2015 року муніципалітет перебував у складі регіону Нижня Нормандія. Від 1 січня 2016 року належав до нового об'єднаного регіону Нормандія.
1 січня 2016 року Амфревіль, Креттвіль, Гурбевіль, Уттвіль i Вендфонтен було приєднано до муніципалітету Піковіль.

## Демографія
Динаміка населення (Insee ):
Розподіл населення за віком та статтю (2006):
| Стать | Всього | До 15 років | 15-24 | 25-44 | 45-64 | 65-85 | Понад 85 |
| --- | ------ | ----------- | ----- | ----- | ----- | ----- | -------- |
| Чоловіки | 164    | 24          | 20    | 28    | 64    | 28    | 0        |
| Жінки | 140    | 24          | 12    | 40    | 40    | 20    | 4        |
| \| Статево-вікова піраміда \| Статево-вікова піраміда \| Статево-вікова піраміда \| \| ----------------------- \| ----------------------- \| ----------------------- \| \| Чоловіки \| Вік \| Жінки \| \| 0 \| 85 + \| 4 \| \| 4 \| 80-84 \| 4 \| \| 4 \| 75-79 \| 8 \| \| 12 \| 70-74 \| 4 \| \| 8 \| 65-69 \| 4 \| \| 8 \| 60-64 \| 16 \| \| 16 \| 55-59 \| 4 \| \| 12 \| 50-54 \| 4 \| \| 28 \| 45-49 \| 16 \| \| 4 \| 40-44 \| 24 \| \| 8 \| 35-39 \| 4 \| \| 0 \| 30-34 \| 4 \| \| 16 \| 25-29 \| 8 \| \| 8 \| 20-24 \| 0 \| \| 12 \| 15-20 \| 12 \| \| 8 \| 10-14 \| 12 \| \| 8 \| 5-9 \| 4 \| \| 8 \| 0-4 \| 8 \| |        |             |       |       |       |       |          |
| Статево-вікова піраміда |        |             |       |       |       |       |          |
| Чоловіки | Вік    | Жінки       |       |       |       |       |          |
| 0 | 85 +   | 4           |       |       |       |       |          |
| 4 | 80-84  | 4           |       |       |       |       |          |
| 4 | 75-79  | 8           |       |       |       |       |          |
| 12 | 70-74  | 4           |       |       |       |       |          |
| 8 | 65-69  | 4           |       |       |       |       |          |
| 8 | 60-64  | 16          |       |       |       |       |          |
| 16 | 55-59  | 4           |       |       |       |       |          |
| 12 | 50-54  | 4           |       |       |       |       |          |
| 28 | 45-49  | 16          |       |       |       |       |          |
| 4 | 40-44  | 24          |       |       |       |       |          |
| 8 | 35-39  | 4           |       |       |       |       |          |
| 0 | 30-34  | 4           |       |       |       |       |          |
| 16 | 25-29  | 8           |       |       |       |       |          |
| 8 | 20-24  | 0           |       |       |       |       |          |
| 12 | 15-20  | 12          |       |       |       |       |          |
| 8 | 10-14  | 12          |       |       |       |       |          |
| 8 | 5-9    | 4           |       |       |       |       |          |
| 8 | 0-4    | 8           |       |       |       |       |          |

## Економіка
2010 року серед 178 осіб працездатного віку (15—64 років) 120 були активними, 58 — неактивними (показник активності 67,4%, у 1999 році було 65,5%). З 120 активних мешканців працювало 111 осіб (68 чоловіків та 43 жінки), безробітними було 9 (6 чоловіків та 3 жінки). Серед 58 неактивних 11 осіб було учнями чи студентами, 24 — пенсіонерами, 23 були неактивними з інших причин.

У 2010 році в муніципалітеті числилось 118 оподаткованих домогосподарств, у яких проживали 277,0 особи, медіана доходів виносила 14 427 євро на одного особоспоживача